# Coronel Xavier Chaves
Coronel Xavier Chaves este un oraș în unitatea federativă Minas Gerais (MG), Brazilia.